# Honor Prizzich (film)
Honor Prizzich (ang. Prizzi’s Honor) – amerykańska komedia sensacyjna z 1985 roku w reżyserii Johna Hustona, nakręcona na podstawie powieści Richarda Condona pod tym samym tytułem. Zdjęcia kręcono w Nowym Jorku.

## Obsada
- Jack Nicholson jako Charley Partanna
- Anjelica Huston jako Maerose Prizzi
- Kathleen Turner jako Irene Walker
- Robert Loggia jako Eduardo Prizzi
- John Randolph jako Angelo (Pop) Partanna
- William Hickey jako Don Corrado Prizzi
- Lawrence Tierney jako porucznik Hanley

## Nagrody i nominacje
Oscary za rok 1985
- Najlepsza aktorka drugoplanowa – Anjelica Huston
- Najlepszy film – John Foreman (nominacja)
- Najlepsza reżyseria – John Huston (nominacja)
- Najlepszy scenariusz adaptowany – Richard Condon, Janet Roach (nominacja)
- Najlepsze kostiumy – Donfeld (nominacja)
- Najlepszy montaż – Rudi Fehr, Kaja Fehr (nominacja)
- Najlepszy aktor – Jack Nicholson (nominacja)
- Najlepszy aktor drugoplanowy – William Hickey (nominacja)

Złote Globy 1985
- Najlepsza komedia lub musical
- Najlepsza reżyseria – John Huston
- Najlepszy aktor w komedii lub musicalu – Jack Nicholson
- Najlepsza aktorka w komedii lub musicalu – Kathleen Turner
- Najlepsza aktorka drugoplanowa – Anjelica Huston (nominacja)
- Najlepszy scenariusz – Richard Condon, Janet Roach (nominacja)

Nagrody BAFTA 1985
- Najlepszy scenariusz adaptowany – Richard Condon, Janet Roach
- Najlepsza aktorka drugoplanowa – Anjelica Huston (nominacja)